# Santa Engrazia
Santa Engrazia (in spagnolo: Santa Engracia, Engrácia; Braga, III secolo – Saragozza, 303) è venerata come santa, vergine e martire, dalla Chiesa cattolica.
La tradizione vuole che abbia subìto il martirio a Saragozza nel 303, insieme a diciotto compagni.

## Biografia
Secondo una leggenda, Engrazia era originaria di Braga, in Portogallo, e proveniva da una nobile famiglia del luogo; da giovane, il padre l'aveva promessa in sposa ad un nobiluomo di Rossiglione, in Gallia, e per provvedere alle nozze, che si sarebbero tenute nella patria dello sposo, fece scortare Engrazia da un nobile seguito di diciotto uomini, tra i quali lo zio Lupercio e una serva di nome Giulia.
Mentre il nobile seguito era in viaggio, attraversò Saragozza dove le persecuzioni contro i cristiani scatenate dagli imperatori Diocleziano e Massimiano erano dirette dal governatore locale Daciano. Engrazia e i suoi compagni, che erano fieri di essere cristiani, tentarono di dissuadere Daciano dall'eseguire gli ordini degli imperatori; in risposta alle loro preghiere, vennero flagellati e imprigionati.
Mentre Giulia, Lupercio e gli altri venivano decapitati, Engrazia resisteva alle orrende torture inflittele da Daciano, al punto che lo scrittore Prudenzio le attribuì il titolo di "santuario di una martire vivente"; in alcune raffigurazioni, la santa viene rappresentata con un chiodo conficcato nella fronte, probabilmente una delle tante modalità di tortura assegnatele per farla desistere dal Cristianesimo.
Come riferisce il Martirologio Romano, Engrazia resistette a tutti i supplizi "recando per qualche tempo ancora sulle sue membra i segni di quelle ferite", morendo infine per le incalcolabili ferite riportate. Morì, forse, nell'aprile del 303.

## Culto

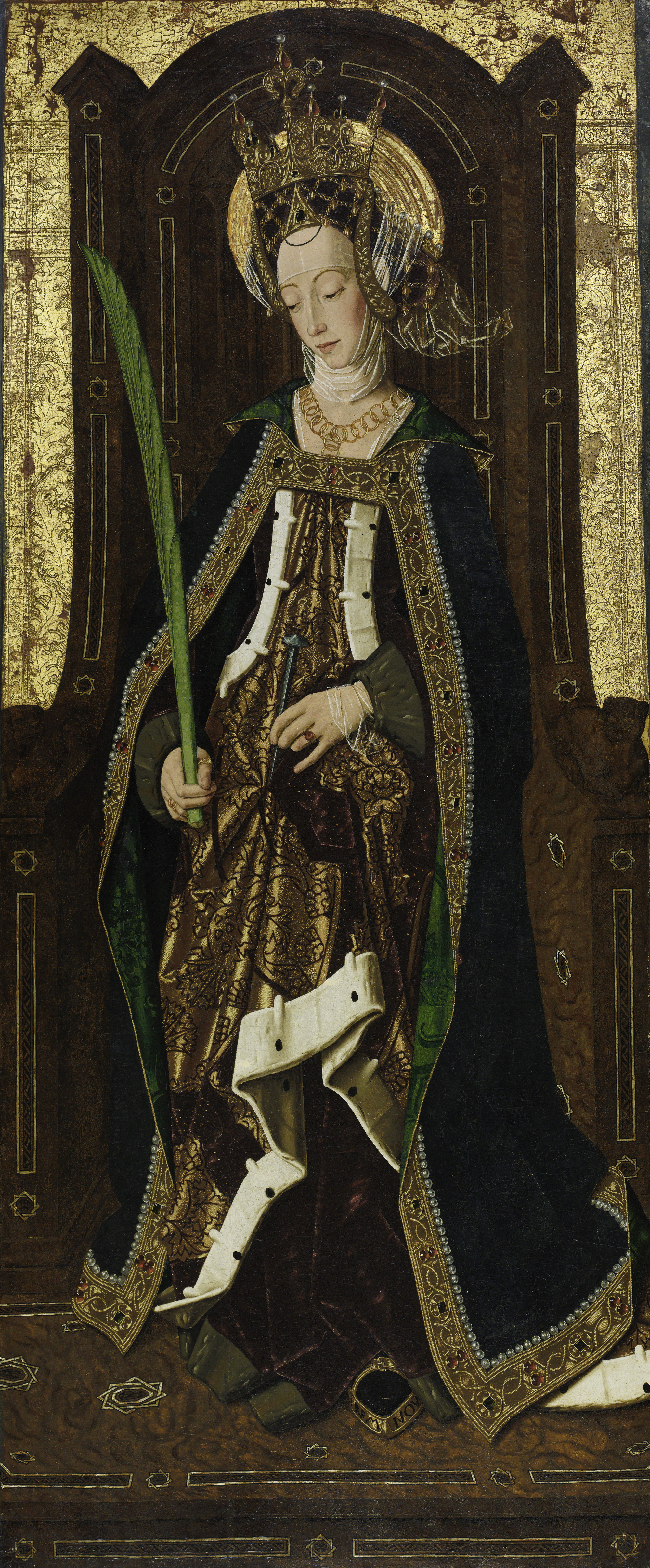
Santa Engrazia, dipinto di Bartolomé Bermejo, 1474-1478.

Il culto di Engrazia fu particolarmente diffuso in tutta la Spagna e sui Pirenei. Durante un concilio che si svolse a Saragozza nel 592, il santuario dedicato alla santa venne riconsacrato e fu scritta una "Messa di Santa Engrazia e dei diciotto martiri"; la sua festa venne consacrata il 3 novembre, che talvolta sostituì la sua festa patronale.
A Braga, sua terra nativa, le è dedicata la chiesa di Santa Engrácia.
La Chiesa de Santa Engracia a Saragozza, invece, venne edificata sul luogo in cui presumibilmente Engrazia e i suoi compagni vennero martirizzati. Venne distrutta durante la guerra d'Indipendenza della Spagna, sicché solo la cripta e il portale vennero ricostruiti, servendo poi come chiesa parrocchiale.